# Souamaâ
Souamaâ (în arabă سوامع) este o comună din provincia Tizi Ouzou, Algeria.
Populația comunei este de 9.954 de locuitori (2008).